# Rami Hamdal·la
Rami Hamdal·la (àrab: رامي الحمد الله, Rāmī al-Ḥamd Allāh) (Cisjordània, 1958) és un lingüista i polític palestí que va ser primer ministre de Palestina (2013-2019). Va estudiar estudis de lingüística a la Universitat de Manchester i a la Universitat de Lancaster, al Regne Unit. Ha exercit de director de la universitat més important de Palestina.